# Músculo adutor do polegar
O músculo adutor do polegar é um músculo da mão.